# پایگاه نیروی هوایی سوارتکوپ
پایگاه نیروی هوایی اسوارتکوپ (به انگلیسی: AFB Swartkop) یک فرودگاه نظامی است که یک باند فرود آسفالت دارد و طول باند آن ۱۹۸۷ متر است. این فرودگاه در کشور آفریقای جنوبی قرار دارد.

## تاریخچه
ایستگاه نیروی هوایی (AFS) زوارتکاپ در آوریل ۱۹۲۱ بعد از خریداری یک مزرعه خصوصی به نام زوارتکاپ توسط دولت تشکیل شد. نام هلندی Zwartkop برای ایستگاه نیروی هوایی حفظ شد. در اول آوریل ۱۹۴۹، نام هلندی حذف شد و ایستگاه به نام نیروی هوایی Swartkop تغییر یافت. در یکم فوریه ۱۹۶۸ به یک پایگاه نیروی هوایی ارتقا یافت. نام پایگاه در سال ۲۰۱۲ به "Zwartkop" اصلی بازگشت.
SAAF ادعا می‌کند که Swartkop دومین ایستگاه هوایی قدیمی در جهان و قدیمی‌ترین ایستگاه هوایی عملیاتی در جهان است. در طول سال‌ها بسیاری از اسکادران برجسته در Swartkop مستقر شده‌اند، این شامل ۲۶ اسکادران SAAF است که در ۲۴ اوت ۱۹۴۲ شکل گرفته‌اند.
رئیس نیروی هوایی آفریقای جنوبی موزه نیروی هوایی آفریقای جنوبی را در AFB Swartkop در سال ۱۹۹۳ افتتاح کرد. پایگاه نیروی هوایی در سال ۱۹۹۹ به وضعیت ایستگاه نیروی هوایی بازگشت. این تصمیم توسط نیروی هوایی آفریقای جنوبی برای تخلیه پایگاه و ترک موزه نیروی هوایی آفریقای جنوبی و حفظ فرودگاه به عنوان تمدید پایگاه نیروی هوایی واترکلوف گرفته شد. پرواز تاریخی موزه SAAF نیز به فرودگاه منتقل شده است.
از دسامبر ۲۰۱۳، نیروی هوایی آفریقای جنوبی هنوز تمام واحدهای عملیاتی را در پایگاه خالی نکرده است. موزه نیروی هوایی آفریقای جنوبی در حال حاضر در سمت شمالی پایگاه قرار دارد و اسکادران ۱۷ در سمت جنوبی پایگاه قرار دارد.
در ماه مه ۲۰۲۳، این مرکز تغییر نام به «جناح استقرار تلفن همراه» داد.